# Скальный, Анатолий Викторович
Анатолий Викторович Скальный (род. 12 мая 1962 года, Ивано-Франковск, УССР) — советский и российский учёный, доктор медицинских наук (2000), профессор (2004), основатель научной школы биоэлементологии. Главный редактор журнала «Микроэлементы в медицине».
Заведующий кафедрой «Медицинской элементологии» РУДН, вице-президент Института микроэлементов ЮНЕСКО, основатель АНО «Центр Биотической медицины». С 2001 года является председателем Российского общества медицинской элементологии.

## Биография
Анатолий Викторович Скальный родился 12 мая 1962 года в г. Ивано-Франковск, УССР. В 1985 году с отличием окончил Ивано-Франковский государственный мединститут по специальности «лечебное дело», после чего работал в Отделении ДЦП ВНИИ общей и судебной психиатрии им. В. П. Сербского в г. Москва. В 1990 году защитил кандидатскую диссертацию «Исследование влияния хронической алкогольной интоксикации на обмен цинка, меди и лития в организме» по специальности «наркология», а в 2000 году получил звание доктора медицинских наук за труд «Эколого-физиологическое обоснование эффективности использования макро- и микроэлементов при нарушениях гомеостаза у обследуемых из различных климатогеографических регионов».
В 2000-е А. В. Скальный занимался изучением биологической роли макро- и микроэлементов, разработкой методов и форм их эффективного использования для коррекции различных нарушений обмена веществ у человека. Является автором более 500 научных публикаций, включая 205 русскоязычных и 45 англоязычных журнальных статей, 12 монографий, 11 пособий и 5 руководств, опубликованных в российских и зарубежных изданиях. Является автором 7 патентов на изобретения. Профессор Скальный сотрудничает с ведущими специалистами в области питания и токсикологии из США, Норвегии, Германии, Китая, Польши, Хорватии, и других стран.
В 2012 году А. В. Скальный стал вице-президентом Института микроэлементов ЮНЕСКО, работа которого направлена на обоснование и разработку новых технологий выявления и коррекции минеральной недостаточности человека и животных, гипо- и гипер-элементозов природного, технического и ятрогенного происхождения.
Благодаря активному участию А. В. Скального, в апреле 2016 года в России была создана кафедра медицинской элементологии (РУДН), занимающаяся разработкой методологической базы изучения обмена химических элементов в организме человека, а также изучением роли дисбаланса химических элементов в развитии различных заболеваний. По состоянию на февраль 2019 года профессор является заведующим кафедры.
А. В. Скальным было проведено масштабное исследование микроэлементного статуса населения России и составлена подробная карта элементарного портрета регионов страны в пяти томах. Выявленный дисбаланс элементов позволяет диагностировать или своевременно прогнозировать угрозу многих заболеваний.
Под началом профессора с 1991 года было подготовлено 4 доктора медицинских наук, 14 кандидатов медицинских и биологических наук; по состоянию на февраль 2019 года ведется подготовка 6 соискателей и аспирантов.
Является членом редакционных коллегий двух ведущих журналов в области изучения микроэлементов Journal of Trace Elements in Medicine and Biology (Elsevier, Германия) и Biological Trace Element Research (Springer, США).

## Награды
- 2004 Медаль им. И. П. Павлова РАЕН
- 2010 Медаль «За содействие» Внутренних войск МВД РФ
- 2014 Медаль им. И. И. Мечникова РАЕН
- 2016 Национальная экологическая премия им. В. И. Вернадского[5]
- 2017 Золотая медаль Евразийского конкурса энерго-экологических и научно-технологических проектов

## Основные публикации

### На русском языке
- Скальный А. В. Эколого-физиологическое обоснование эффективности использования макро- и микроэлементов при нарушениях гомеостаза у обследуемых из различных климатогеографических регионов: диссертация д-ра мед. наук — М., 2000. — 352 с.[6]
- Семенова К. А., Громова О. А., Кулагина Ю. М., Скальный А. В. Динамика активности антиоксидантных ферментов в эритроцитах у детей с детским церебральным параличом под воздействием церебролизина // Микроэлементы в медицине. — 2001. — Т.2. — Вып.4. — С. 40-43.
- Иванов С. И., Подунова Л. Г., Скачков В. Б., Тутельян В. А., Скальный А. В., Демидов В. А., Скальная М. Г., Серебрянский Е. П., Грабеклис А. Р., Кузнецов В. В. Определение химических элементов в биологических средах и препаратах методами атомно-эмиссионной спектрометрии с индуктивно связанной плазмой и масс-спектрометрией: Методические указания (МУК 4.1.1482-03, МУК 4.1.1483-03). — М.: ФЦГСН России, 2003. — 56 с.
- Микроэлементы: бодрость, здоровье, долголетие. Скальный А. В. — М.: Эксмо-пресс — 2010 — ISBN 978-5-699-43248-6
- Элементный статус населения России. Ч. 1-5. под ред. Скального А. В., Киселева М. Ф. — Спб.: Медкнига «ЭЛБИ-Спб», 2011—2014 — ISBN 978-5-91322-017-2
- Микроэлементы и спорт. Персонализированная коррекция элементного статуса спортсменов: монография. Скальный А. В., Зайцева И. П., Тиньков А. А.; под общ. ред. Скального А. В. — М.:Спорт, 2018 — ISBN 978-5-9500181-9-0

### На английском языке
- Keen C.L, Uriu-Adams J.Y., Skalny A., Grabeklis A., Grebeklis S., Green K., Yevtushok L., Wertelecki W. W., ChambersCh.D. The plausibility of maternal nutritional status being a contributing factor to the risk for fetal alcohol spectrum disorders: The potential influence of zinc status as an example // BioFactors (Oxford, England). — 2010. — V. 36 (2). — P. 125—135.
- Skalny, A. V., Skalnaya, M. G., Grabeklis, A. R., Skalnaya, A. A., &Tinkov, A. A. (2018). Zinc deficiency as a mediator of toxic effects of alcohol abuse. European journal of nutrition, 1-10.
- Bjørklund, G., Skalny, A. V., Rahman, M. M., Dadar, M., Yassa, H. A., Aaseth, J., … &Tinkov, A. A. (2018). Toxic metal (loid)-based pollutants and their possible role in autism spectrum disorder. Environmental research, 166, 234—250.
- Skalny A.V. Bioelementology as an interdisciplinary integrative approach in life sciences: Terminology, classification, perspectives // Journal of Trace Elements in Medicine and Biology. — 2011. — V.25. — P.3-10.
- Tinkov, A. A., Filippini, T., Ajsuvakova, O. P., Aaseth, J., Gluhcheva, Y. G., Ivanova, J. M., … &Skalny A.V. (2017). The role of cadmium in obesity and diabetes. Science of The Total Environment, 601, 741—755.
- Skalny, A. V., Simashkova, N. V., Klyushnik, T. P., Grabeklis, A. R., Bjørklund, G., Skalnaya, M. G., … &Tinkov, A. A. (2017). Hair toxic and essential trace elements in children with autism spectrum disorder. Metabolicbraindisease, 32(1), 195—202.